# Sanli
Sanli (Drie riten) is de verzamelnaam voor de Chinese rituele canon die tot de Vijf Klassieken en daarmee ook tot de Confucianistische klassieken wordt gerekend. De canon bestaat uit drie werken, Liji, Zhouli en Yili.

## Belang van riten in het Confucianisme
Met Riten worden in het Confucianisme uitingen van innerlijke wellevendheid bedoeld. Als teken van beschaving diende volgens Confucius het contact tussen mensen geregeld te zijn door het naleven van een groot aantal rituele handelingen. Als diegenen die aan de macht waren de overgeleverde rituelen steeds stipt naleefden was bestraffend bestuur en een strenge strafwetgeving niet meer nodig, men wist immers precies wat een ander bedoelde. Dierlijke impulsen bleven onderdrukt, de mensen leefden in een harmonieuze maatschappij. De in Sanli beschreven riten kunnen worden ingedeeld in drie groepen:
- Concrete gedragsregels (meer dan 3000!).
- Een blauwdruk voor een ideale bestuursstructuur (Zhouli).
- Talrijke anekdotes over Confucianistische deugden.

## Eigen positie binnen de Confucianistische canon
De in Sanli beschreven riten zijn gedurende de periode van de Strijdende Staten en de vroege Han-tijd uitgekristalliseerd tot de huidige drie rituele handboeken, Liji, Zhouli en Yili. Dit proces is nog steeds niet volledig begrepen. In 136 v.Chr maakte keizer Wudi het Confucianisme tot officiële leer (guanxue 官學) met de Vijf Klassieken als basis. Om hun nieuwe status aan te geven kregen de titels van drie van deze boeken de toevoeging jing (Yijing, Shujing en Shijing). Dit gebeurde ook met de benaming voor de rituele handboeken, li (禮) werd lijing (禮經). Met dit begrip werd echter in de praktijk echter niet de gezamenlijke drie rituele klassieken bedoeld, maar steeds Yili.
In 175 na Chr. werden de Vijf Klassieken op bevel van keizer Ling in steen uitgehouwen. Op deze Xiping Klassieken (Xiping Shijing 熹平石經, genoemd naar de keizerlijke jaartitel) staan ook de drie rituele boeken vermeld. Ze kregen elk pas een eigen plaats in de Confucianistische canon toen in 653 op bevel van keizer Gaozong (高宗, 650-683) de Correcte Betekenis van de Vijf Klassieken (Wujing zhengyi, 五經正義)  werd gepubliceerd.